# Ville seigneuriale
Une ville seigneuriale est, dans le royaume de France, une ville que le seigneur administre par l'intermédiaire de ses officiers.

## Exemple
- Paris, le roi administre la ville par l'entremise du bailliage, le siège présidial du Châtelet, de son lieutenant civil et du Parlement de Paris.

## Source
- Roland Mousnier, Les Institutions de la France sous la monarchie absolue : 1598-1789, Paris, Puf, 2005, 1253 p. (ISBN 2-13-054836-9), p. 435 à 469.